# Піноккіо (фільм Земекіса, 2022)
«Піноккіо» (англ. Pinocchio) — американський музичний фентезійний фільм режисера Роберта Земекіса, знятий за його сценарієм, написаним спільно з Крісом Вайцом. Фільм є кіноадаптацією однойменного мультфільму 1940 року, заснованого на італійській книзі 1883 «Пригоди Піноккіо», автора Карло Коллоді. У фільмі знялися Том Генкс, Бенджамін Еван Ейнсворт, Синтія Еріво та Люк Еванс з Джозефом Гордоном-Левіттом, Кіганом-Майклом Кеєм та Лоррейн Бракко у голосових ролях. Прем'єра фільму відбулася 8 вересня 2022 року на сервісі Disney+.

## У ролях
- Том Генкс — Джеппетто
- Синтія Еріво — фея
- Люк Еванс — кучер

### Озвучення
- Бенджамін Еван Ейнсворт — Піноккіо
- Джозеф Гордон-Левітт — цвіркун Джимині Крикет
- Кіген-Майкл Кі — лис Джон
- Лоррейн Бракко — чайка Софія

## Виробництво

### Розробка
8 квітня 2015 року було оголошено, що Walt Disney Pictures розробляє адаптацію мультфільму 1940 року Піноккіо. Повідомлялося, що Пітер Хеджес пише сценарій для фільму. 22 травня 2017 року було оголошено, що Кріс Вейц замінить Хеджеса як сценариста, а також виступатиме як продюсер, у той час як Сем Мендес вів переговори про керівництво проектом. 13 листопада 2017 року Мендес пішов з посади режисера.
20 лютого 2018 року було оголошено, що Пол Кінг був призначений режисером фільму, а Ендрю Мілано був оголошений співпродюсером фільму разом із Вайцем, і очікувалося, що виробництво розпочнеться. наприкінці 2018. Хоча було оголошено, що Джек Торн переписує сценарій Вейца, 21 серпня 2018, Вайц повідомив, що сценарій все ще знаходиться в розробці, а також що виробництво буlt в Англії та Італії протягом 2019. Повідомлялося, що в листопаді 2018 року Саймон Фарнабі працював над новою чернеткою фільму. Однак 13 січня 2019 з'явилася інформація про те, що Кінг залишив фільм за «сімейними обставинами», а компанія Disney оголосила про пошук нового режисера для проекту.
18 жовтня 2019 року стало відомо, що Роберт Земекіс веде переговори про постановку фільму, а остання версія сценарію фільму, як повідомляється, була написана Вайцем, Кінгом та Фарнабі. Вайц та Мілано все ще прикріплені до проекту, як продюсери. 24 січня 2020 було підтверджено, що Земекіс зніме фільм і напише новий сценарій разом з Вайцем. Також повідомлялося, що виконавчими продюсерами виступлять Джек Репк та Джекі Левін.

### Кастинг
29 листопада 2018 стало відомо, що Том Хенкс веде попередні переговори, щоб зіграти Джеппетто у фільмі, але здав проект після від'їзду Кінга. У серпні 2020 року Хенкс повернувся до проекту. Повідомляється, що Хенкс звернувся до режисера Роберта Земекіса за роллю після прочитання сценарію; ці двоє раніше працювали разом у фільмах " Форрест Гамп " (1994), " Вигнанець " (2000) та " Полярний експрес « (2004). У січні 2021 року Люк Еванс приєднався до акторського складу в ролі кучера, а Оукс Феглі розпочав переговори про роль Лемпвіка. У березні на головну роль був взятий Бенджамін Еван Ейнсворт, до якого також додалися Синтія Еріво, Джозеф Гордон-Левітт, Кіган-Майкл Кей та Лоррейн Бракко. Еріво зіграє Блакитну Фею, а Гордон-Левітт Кей і Бракко озвучать цвіркуна Джиммі, Чесного Джона і нового персонажа, Чайку Софію, відповідно.

### Зйомки
Основні зйомки розпочалися 17 березня 2021 року в Cardington Film Studios, Англії, під робочою назвою „Mahogany“.

## Музика
Алан Сільвестрі, постійний співробітник Земекіса, написав музику до фільму. Сільвестрі та Глен Баллард збираються написати нові пісні для проекту, до яких також увійдуть пісні з оригінального мультфільму.

## Реліз
29 жовтня 2019 року стало відомо, що Disney в даний час розглядає можливість випуску фільму на своєму потоковому сервісі Disney+ через невдалі касові збори його рімейку 2019 року „Дамбо“ та Малефісента: Володарка пітьми», хоча повідомлялося, що «театральний реліз здається вірогіднішим» після приходу Роберта Земекіса як режисера 9 грудня 2020 року було офіційно оголошено про перенесення фільму на Disney+ замість театрального релізу через пандемію COVID-19.